# Żubr A80
Żubr A80 – polski samochód ciężarowy produkowany w Jelczańskich Zakładach Samochodowych w Jelczu k. Oławy w latach 1960–1968. Był to pierwszy pojazd ciężarowy produkowany przez tego producenta.

## Historia

### Geneza
W pierwszych powojennych latach w celu zaspokojenia potrzeb transportowych kraju powołano do życia Centralne Biuro Konstrukcyjne Przemysłu Motoryzacyjnego. Biuro to zajmowało się tworzeniem planów pojazdów, które były potem realizowane w fabrykach na terenie kraju.
Pierwszą w powojennej Polsce fabryką samochodów była, uruchomiona w 1949, Fabryka Samochodów Ciężarowych w Starachowicach. Pierwsze prototypowe Stary 20 zostały ukończone 15 grudnia 1948. Zakłady te powstały na bazie dawnej huty i zakładów zbrojeniowych. Producent ten produkował małe i średnie ciężarówki oraz podwozia pod zabudowy samochodów specjalistycznych oraz autobusów. Na początku lat 50. została oddana do użytku Fabryka Samochodów Osobowych w Warszawie. W tym czasie rozwinęły się również zakłady produkujące podzespoły dla różnych producentów, umieszczone w różnych częściach kraju
Powojenny transport samochodowy w Polsce opierał się na ciężarówkach o niskiej ładowności (2-4 tony). We flotach przewoźników dominowały Lubliny 51, pojazdy produkcji radzieckiej (ZIS, ZIŁ oraz GAZ), czechosłowackiej (Skoda, Tatra) oraz pojazdy z demobilu, głównie przedwojenne.
Jelczańskie Zakłady Samochodowe rozpoczęły działalność w 1952. Początkowo zajmowały się naprawą samochodów ciężarowych oraz budową nadwozi na samochodach różnych producentów. Dodatkową działalnością była produkcja narzędzi oraz wyposażenia warsztatowego.
Również w 1952 w Warszawie w Biurze Konstrukcyjnym Przemysłu Motoryzacyjnego powstała koncepcja budowy samochodu ciężarowego o ładowności 8 ton. Prace projektowe podwozia, kierowane przez inż. Witolda Kończykowskiego, zakończyły się w październiku 1952. Pod koniec 1952 biuro wraz z pracownikami zostało przeniesione do Jelcza.

### Projekty i prototypy
Po przeniesieniu biura do Jelcza zespół projektowy inż. Kończykowskiego opracował założenia samochodów pochodnych. Powstały wówczas 3 koncepcje: A-01 – ładowność 7 ton i napęd 4x4, A-02 – ładowność 7 ton i napęd 4x2 oraz podwozie autobusowe o obniżonej ramie i powiększonym rozstawie osi.
Równolegle w zespole kierowanym przez inż. Edwarda Lotha powstał projekt silnika S56. Został zatwierdzony w kwietniu 1953, próby gotowego prototypu na hamowni zakończono na przełomie 1954 i 1955.
Całość projektu została zatwierdzona w styczniu 1954. Natomiast już latem 1955 rozpoczęły się testy drogowe kompletnego prototypu. Pojazd został wykonany z nadwoziem wywrotką o ładowności 7,5 tony (w latach 50. produkowane w kraju samochody tego typu miały ładowność do 3,5 tony).
W 1960 powstawał Żubr C-90, będący ciągnikiem siodłowym mogącym holować naczepy o masie do 16 ton.
W tym czasie zarysował się podział produkcji pomiędzy Jelczem, który miał produkować ciężarówki duże, a Starem, który zajął się średnimi ciężarówkami oraz ciężarówkami terenowymi.

### Produkcja seryjna i modernizacje
W 1960 rozpoczęła się produkcja seryjna Żubra A80. Okazało się jednak, że nowy pojazd jest bardzo awaryjny. Użytkownicy narzekali głównie na silnik oraz tylny most. Konstruktorzy opracowali nowy silnik S-560. Zmieniono układ chłodzenia, skrzynię biegów oraz tylny most. Najbardziej widoczną zmianą była zamiana kół 22-calowych na 20-calowe. W wyniku kłopotów Zakładów Mechanicznych w Łabędach zastosowano węgierskie mosty napędowe Raba. Mimo tego Żubr A80 nadal był pojazdem bardzo awaryjnym.
W 1961 zmodernizowano również kabinę, która była znacznie nowocześniejsza niż pierwotna. W 1962 w niewielkich seriach rozpoczęto produkcję podwozi do zabudowy oraz ciągników siodłowych. W tym samym roku ruszyły pracę nad następcą Żubra – Żubrem II.
Produkcję seryjną zakończono w 1968, w chwili rozpoczęcia montażu Jelcza 315. Łącznie wyprodukowano niecałe 7000 egzemplarzy.

## Konstrukcja

### Podwozie

#### Układ napędowy
Początkowo Żubry były napędzane silnikiem S56, który powstał specjalnie dla tych pojazdów. Awaryjność silnika spowodowała, że zamieniono je na silniki S-560 o mocy 125 kW (170 KM). Objętość skokowa jednostek napędowych wynosiła 11 litrów. W wyniku dalszych modernizacji ograniczono moc, co spowodowało zmniejszenie hałasu generowanego przez jednostkę napędową.
Skrzynie biegów w pierwszych modelach były produkowane przez Ursusa. Od 1966 ich produkcją zajmowała się Fabryka Przekładni Samochodowych w Tczewie.
Prędkość maksymalna wynosiła początkowo 75 km/h, zużycie paliwa 25 l/100 km. Od rocznika 1962 były to odpowiednio 80 km/h i 23 l/100 km.

### Nadwozie

#### Kabiny
Początkowo Żubry były wyposażone w całkowicie metalowe kabiny KO 1. Drzwi zostały osadzone na tylnej krawędzi. Szyby w przednich oknach były uchylne natomiast w drzwiach przesuwne, dodatkowe z kolei stałe. Po modernizacji kabiny wyposażone były w stałe przednie okna. W pojeździe nie występował system ogrzewania kabiny pasażerskiej, w zamian za to można było otworzyć wewnętrzną klapę silnika. Ogrzewana była wówczas kabina pasażerska, jednak kosztem zmniejszonego komfortu pracy załogi.

#### Zabudowy
Najpopularniejszymi zabudowami były skrzynie drewniane o wymiarach wewnętrznych 4883 × 2290 × 6000 mm. Podłoga została wykonana z desek sosnowych, natomiast burty z twardego drewna z okuciami stalowymi. Do tego były dokładane ażurowe nastawki. Oprócz tego samochody były dostępne z nadwoziami innych producentów, w tym nadwozia pożarnicze oraz specjalistyczne.